# 下田中城
下田中城（しものたなかじょう）は、兵庫県三田市下田中周辺にあった日本の城（平城）、方形居館。曲輪跡等の遺構が残っていたようだが河川改修に伴い消滅し、正確な城郭については不明である。

## 沿革
下田中地区には、神明寺と神明神社がある。神明神社は天照大神が祀られており、同地区は伊勢神宮の神領地で北畠氏が治めていた。下田中城に関する史料は少なく、築城に関する詳細は不明だが、もともとは北畠重政の居城であったようである。

### 田中城の戦い

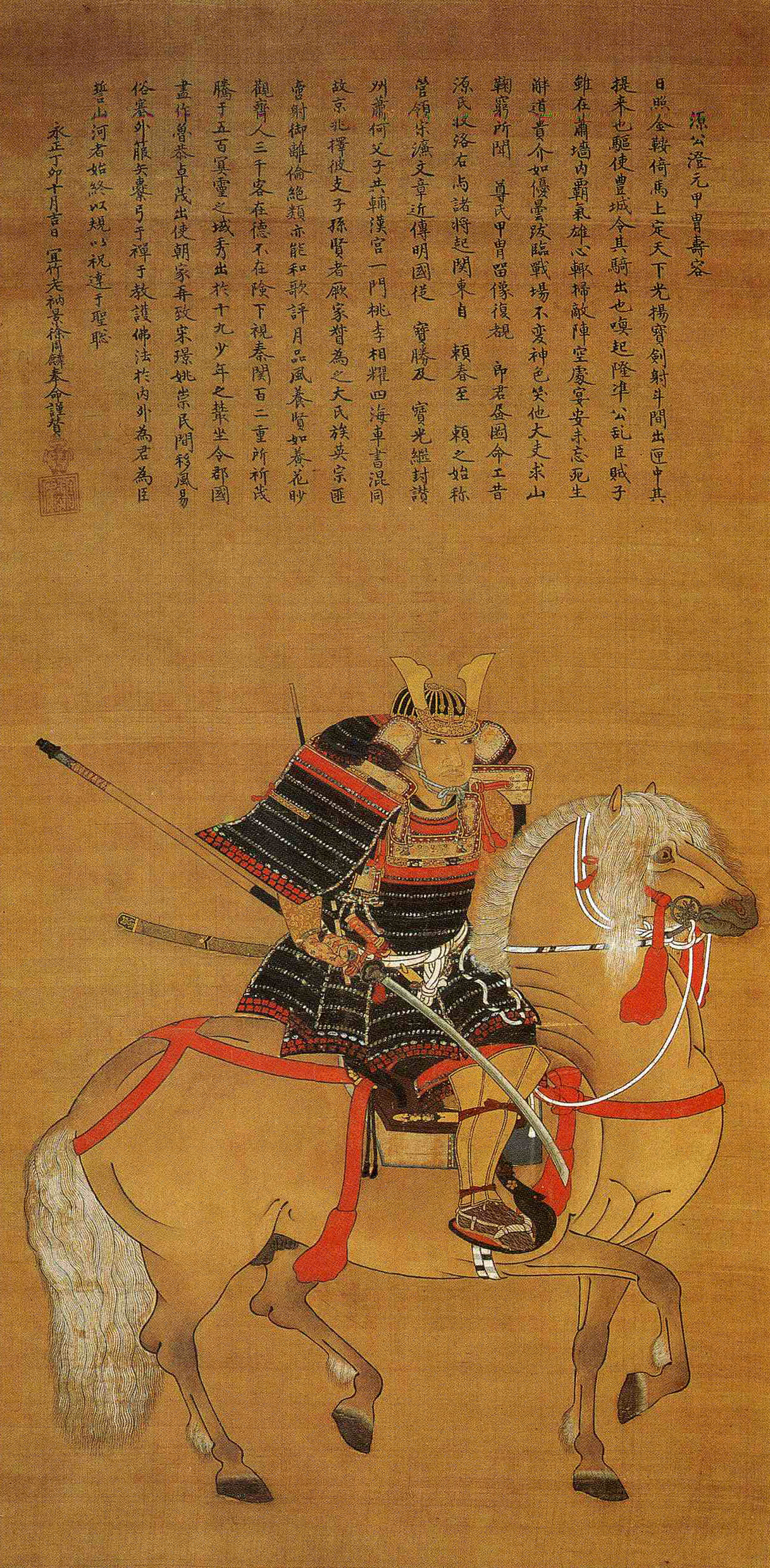
細川澄元像/永青文庫所蔵

永正8年（1511年）8月、細川澄元軍と細川高国軍が船岡山合戦で戦闘を行なったが、細川高国軍が勝利し、細川澄元軍は敗れ本拠地である阿波に逃走し、再起の機会を狙っていた。永正14年（1517年）、澄元の部将三好之長は軍を率いて淡路へ侵攻し、守護所であった養宜館を奪い取り、細川尚春を追い出し淡路水軍を支配下に入れた。また高国と同盟関係にあり、軍事力では主力であった大内義興軍が、尼子経久の勢力が拡大し周防を度々脅かし始めたため、永正15年（1518年）8月2日突然帰国した。大内義興の在京期間は10年に及んだが、軍事力の中枢を失い高国の影響力は低下した。
上洛の準備が整いつつある永正16年（1519年）秋頃、四国勢と播磨国勢をもって上洛する計画が持ち上がり、永正5年（1508年）5月10日に戦死した池田城の城主池田貞正の息子の三郎五郎（後の勝俊、久宗、信正とも）が失地回復を計画し、先陣を申し出た。池田久宗は摂津有馬郡にある下田中城に籠城、澄元軍の橋頭堡とした。
これに対して高国軍は越水城の瓦林政頼、池田城の池田民部丞、山下城の塩川孫太郎に追討令を出し、三者は相談の上、同年10月22日夜半より夜討ちを仕掛けることにした。しかし、池田民部丞の寄せ手の中に久宗と内応するものがおり、事前に夜討ちが知られる事となり、城方は十分な防備を整え高国軍を待ち構えた。深夜より雨が降りだし、暗闇で地理不案内も手伝い、首級30余りを討ち取られ敗戦に終わった。この功績に対して澄元は久宗に豊嶋郡代を与えた。
この勝利に澄元軍は、阿波より兵庫と尼崎より上陸、越水城の合戦へ繋がっていく。
その後、下田中城は再び北畠氏に復したようだが、天文年間に荒木村重によって滅ぼされ、下田中城も兵火により廃城となったと考えられている。永禄7年（1564年）に、下田中城の南側にある丘陵に菅原道真を祀っている天満神社があったが天文年間に下田中城と共に焼失した。しかし山崎垣政がその社殿を増築し城の鎮守としたとの伝承があるが、これは下田中城の再興ではなく、天満神社より更に南西にある三田市寺村町周辺の立石城の事であると考えられている。

## 城郭

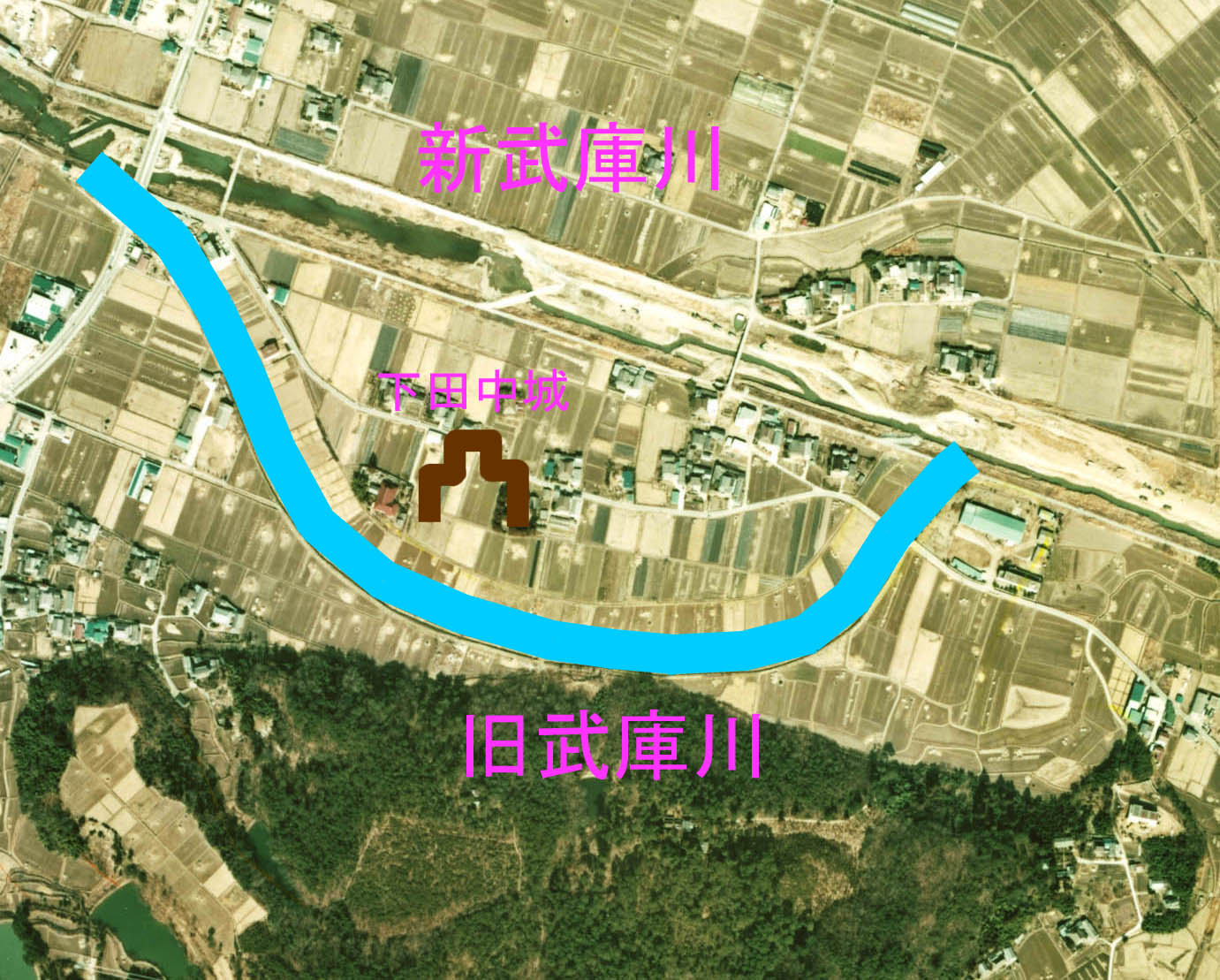
下田中城と周辺地域の空中写真/

田中という地名は、三田市には東本庄田中と下田中の二ヵ所ある。東本庄田中は森鼻氏の拠点であるので、田中城の戦いの記載がある『細川両家記』の田中とは、地形も考慮し下田中であると推定でき、田中城の戦い時点では有馬氏も細川澄元寄りであったと推察されている。江戸時代までは田中という名称だったが、明治時代になると他の田中地区と区別する為、「下田中」に改名された。現在の武庫川は昭和10年（1935年）から始まった河川改修工事でまっすぐに付け替えられていたが、当時は大きく蛇行し神明神社の南側を流れていた。字名に「城の内」「城の前」という地名が残っており、現在の神明神社の北側が推定地で方形居館が建っていたと考えられている。河川改修工事前は、曲輪や水濠も残っていたようだが、現在は完全に破壊され、城の面影が残る遺構は地上面に確認できない。
|  |  |  |

## 城跡へのアクセス
- 電車でのアクセス 
  - 神戸電鉄三田線三田本町駅→徒歩約10分
- 車でのアクセス 
  - 中国自動車道神戸三田IC→兵庫県道95号→兵庫県道720号→兵庫県道17号→兵庫県道141号
    - 周辺に駐車場なし